# NGC 629
NGC 629 — группа звёзд в созвездии Кассиопея. Открыта Василием Яковлевичем Струве в 1825 году.
Этот объект входит в число перечисленных в оригинальной редакции «Нового общего каталога».
Струве описывал объект как неправильную туманность, имеющую три звезды. Дрейер также заметил три звезды и туманность вокруг них.